# El Hatillo (Venezuela)
Pour les articles homonymes, voir Hatillo.
El Hatillo est le chef-lieu de la municipalité d'El Hatillo dans l'État de Miranda au Venezuela. En 2001, sa population est estimée à 51 000 habitants.